# Pałac w Miłczu
Pałac w Miłczu – wybudowany w XIX w. w Miłczu.

## Położenie
Pałac położony jest we wsi w Polsce, w województwie dolnośląskim, w powiecie wołowskim, w gminie Wołów.

## Historia
Obiekt jest częścią zespołu pałacowego, w skład którego wchodzi jeszcze park.